# Bottensee

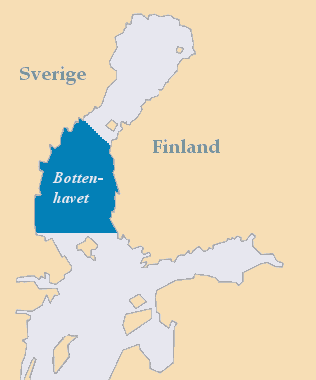
Die Bottensee

Die Bottensee (schwedisch Bottenhavet, finnisch Selkämeri, englisch Bothnian Sea) ist der südliche Teil des Bottnischen Meerbusens. Sie liegt zwischen Schweden und Finnland.
Die Bottensee ist im Ulvötief bis zu 293 m tief, umfasst eine Fläche von rund 73.300 km² und hat ein Volumen von rund 4.530 km³. Im Norden ist sie durch die Meerenge Kvarken mit der Bottenwiek und im Süden durch die Ålandsee und das Schärenmeer mit der eigentlichen Ostsee verbunden. Die größten Seehafenstädte sind Sundsvall und Gävle auf schwedischer Seite sowie Pori und Rauma an der finnischen Küste.
Koordinaten: 62° 0′ N, 19° 30′ O